# Église Saint-Siméon de L'Huisserie
Pour les articles homonymes, voir Église Saint-Siméon.
L'église Saint-Siméon, appelée aussi église Saint-Siméon-Stylite d'après le saint du même nom, est une église catholique située à L'Huisserie, en France.

## Localisation
L'église est située dans le département français de la Mayenne, sur la commune de L'Huisserie.

## Histoire
Cette église date du XIe siècle et a été remaniée au XIXe siècle. À l'origine, le bâtiment ne comprenait qu'une nef. La voûte en bois était à cinq tirants, le chœur pouvait être contourné et une tribune était installée au fond de celui-ci. En 1837, deux chapelles latérales sont ajoutées à la nef, l'autel est plaqué contre un mur droit et le clocher est formé d'une coupole carrée ; le clocheton est quant à lui édifié un an plus tard, en 1838.
Dans son dictionnaire, l'abbé A. Angot cite cette église à plusieurs reprises :
1. « En 1794 un cantonnement républicain s’établit dans l’église. Rochette, commandant temporaire de la place de Laval, reçut l’ordre le 8 juillet 1794 de se saisir des chouans qui brigandent journellement sur la commune. » L’église a été incendiée par les chouans pendant cette période[1].
2. « Avant 1870, chants de complaintes de jeunes filles et de femmes devant une croix adossée à l’église. »
3. « Procession au cimetière où on exposait une croix d’argent en filigrane contenant dans un reliquaire en cristal une relique de la Vraie-Croix apportée de Rome par François Sauvage de la Martinière, prêtre de Laval, le 4 octobre 1708. »

Le 28 avril 1804, la préfecture accorde à titre d'emprunt deux mandats de 1 000 francs pour effectuer les réparations à la suite de l'incendie de 1794.
L'inventaire est effectué le 12 mars 1906, après des manifestations anti-républicaines. Les paroissiens s'étant enfermés dans l'église et ayant par deux fois été sommés de l'ouvrir sans résultat, ledit inventaire n'a pu avoir lieu que par effraction ; le coup de hache ayant transpercé la porte est longtemps resté visible, jusqu'à ce que celle-ci soit remplacée.
Lors de la restauration de l'église en 1977, une dizaine de squelettes sont retrouvés dans le chœur, accompagnés de pots à feu et d'urnes remplies de cendres d'encens et de charbon de bois. Ces tombes datent du XVe siècle ou du XVIe siècle et seraient celles des anciens prêtres et bienfaiteurs de la paroisse.
La dernière restauration de l'église date de 2001 et a permis aux façades de retrouver des couleurs proches de l'origine.

## Architecture et extérieurs

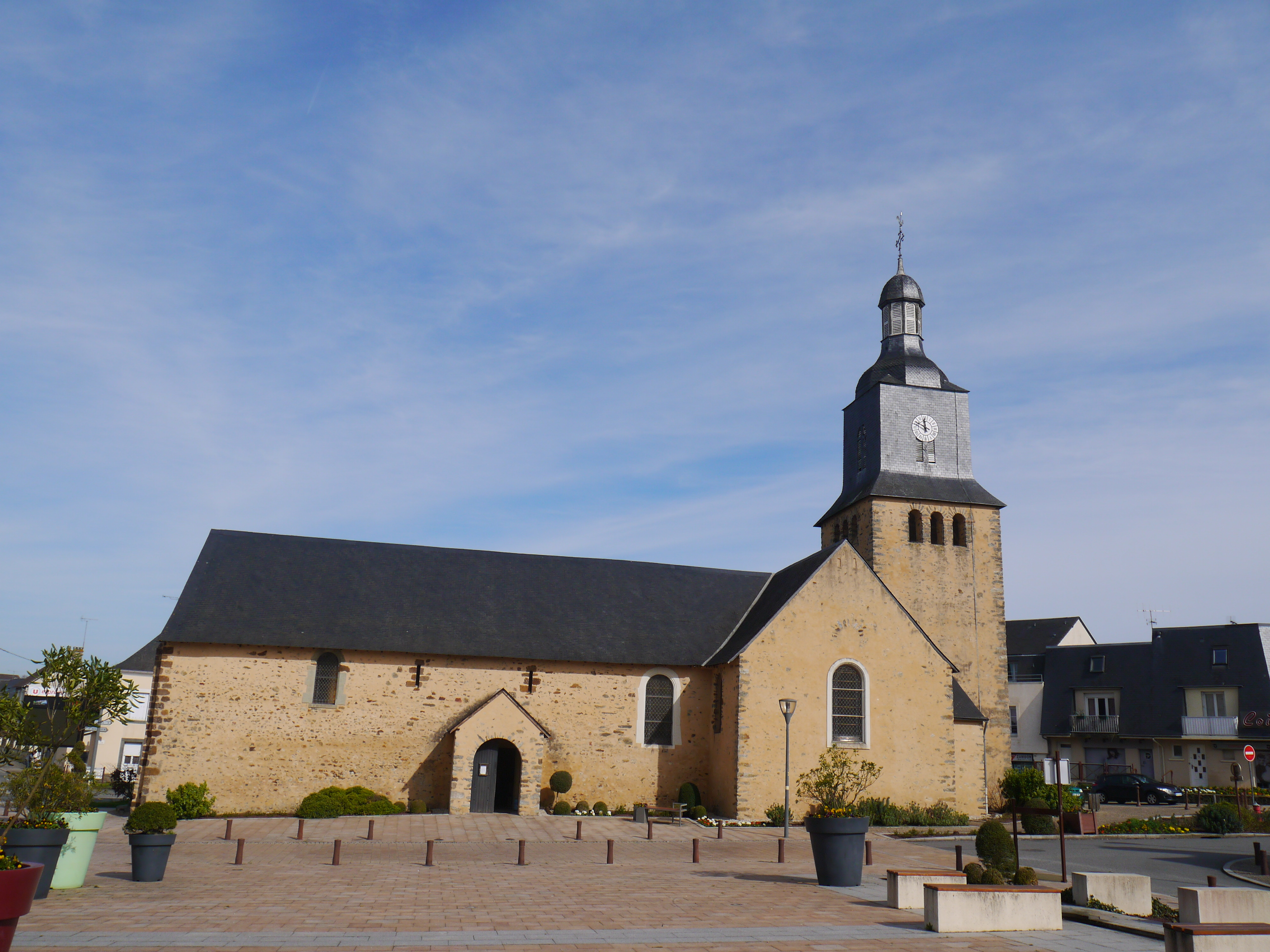
L'église en 2017.

L'église est de construction romane.
Elle est orientée vers l'est, comme cela était préconisé à l'époque de sa construction. Dans le Bulletin no 46 d’octobre à décembre 1977 de la S.A.H.M., Jacques Naveau précise : « le plan actuel est celui d’une croix latine et présente des détails inhabituels : chevet plat dans le prolongement des murs orientaux des bras de la croix, tour clocher accolée à ce chevet. »

## Intérieur

### Nef
La nef date du XIe siècle. Au sud elle est éclairée par de petites fenêtres au linteau monolithique taillé d'un seul bloc en plein cintre. En effet, l’ancien clocher était au bas de la nef et servait de refuge aux habitants lors des temps troublés.

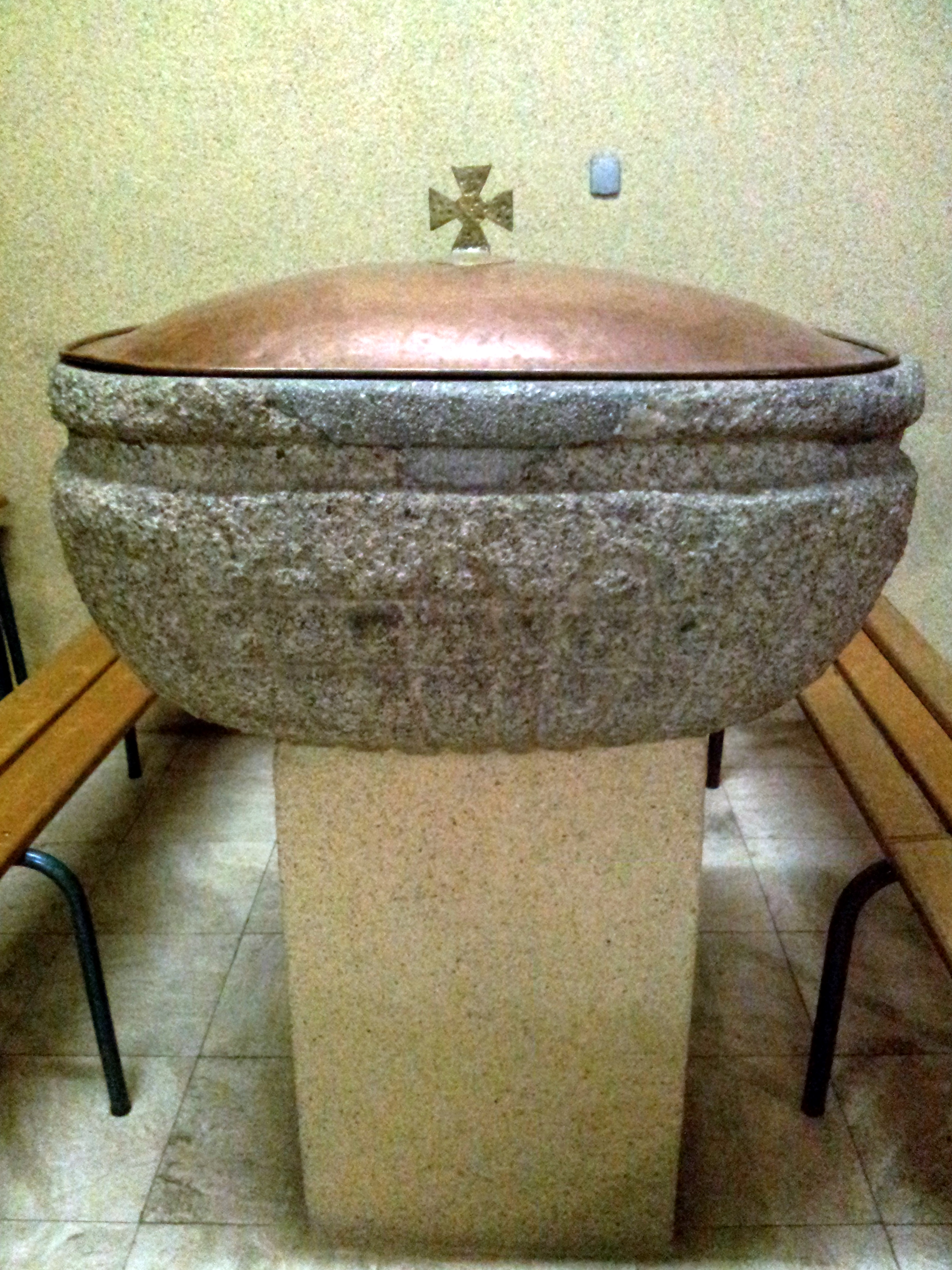
Fonts baptismaux.

Au fond, sous la tribune, ont été placés des fonts baptismaux du XVIe siècle en granit. Ceux-ci sont de style byzantin, probablement conçus pour des baptêmes par immersion. Modifiés à l'époque contemporaine, ils comportent maintenant non plus une seule grande vasque, mais deux petits bassins.

### Chœur

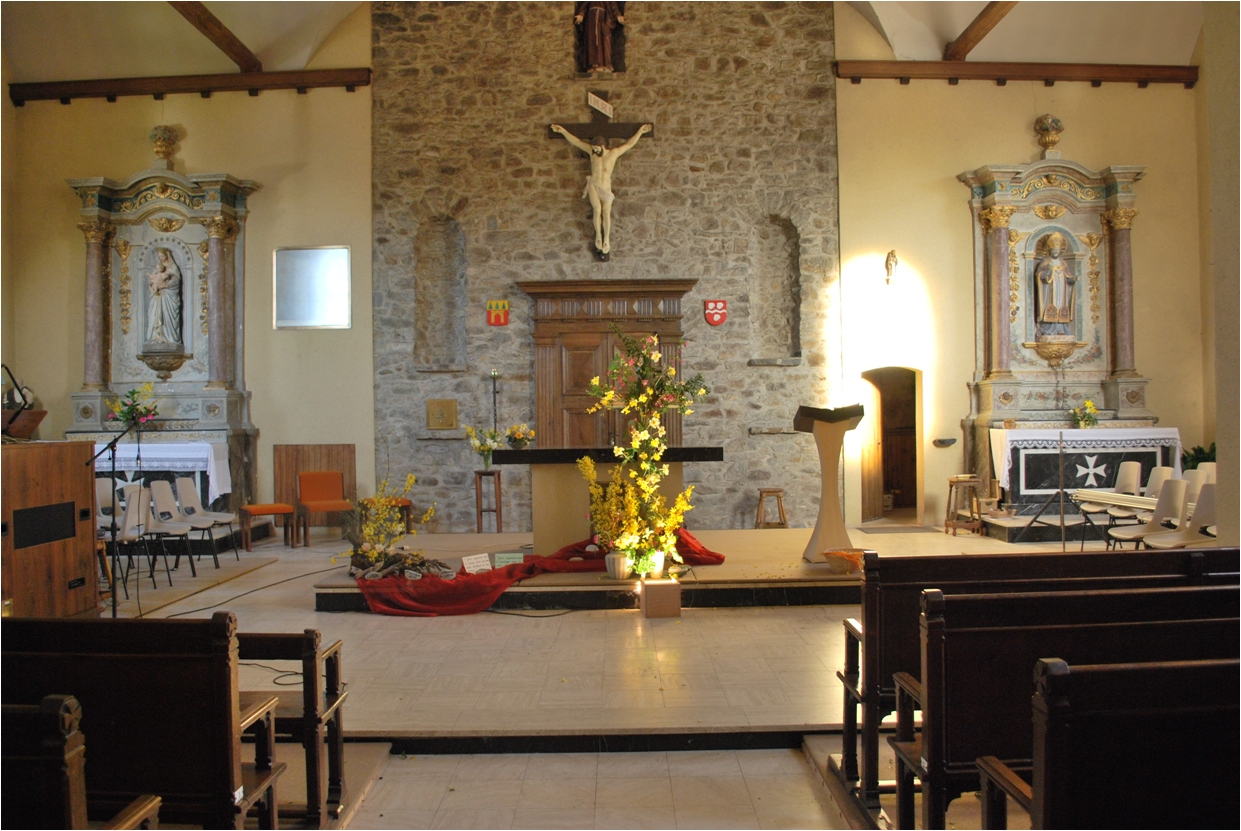
Chœur de l'église.

Le chœur date du XIXe siècle, il a été bâti sur l’ancien chœur du XIe. La réfection de son sol en 1977 a été l’occasion de faire des fouilles. Il y a été retrouvé onze sépultures, ainsi que 26 pots à feu. D.-A. Bodard de la Jacopière signale dans ses chroniques craonnaises : « Les prêtres, les seigneurs patrons des églises, avaient droit de se faire enterrer dans le chanceau, ou chœur de leur église ». Selon les écrits du no 30 de la revue de la Société d’Archéologie et d’Histoire de la Mayenne, ces pots à feu étaient utilisés pour « (un) rite (qui) consistait à disposer ces vases à encens autour du cercueil pendant la cérémonie funéraire, puis à les jeter dans la tombe. Cette pratique semble avoir culminé dans la deuxième moitié du XVe et au XVIe siècle, puis avoir disparu au XVIIe siècle. »

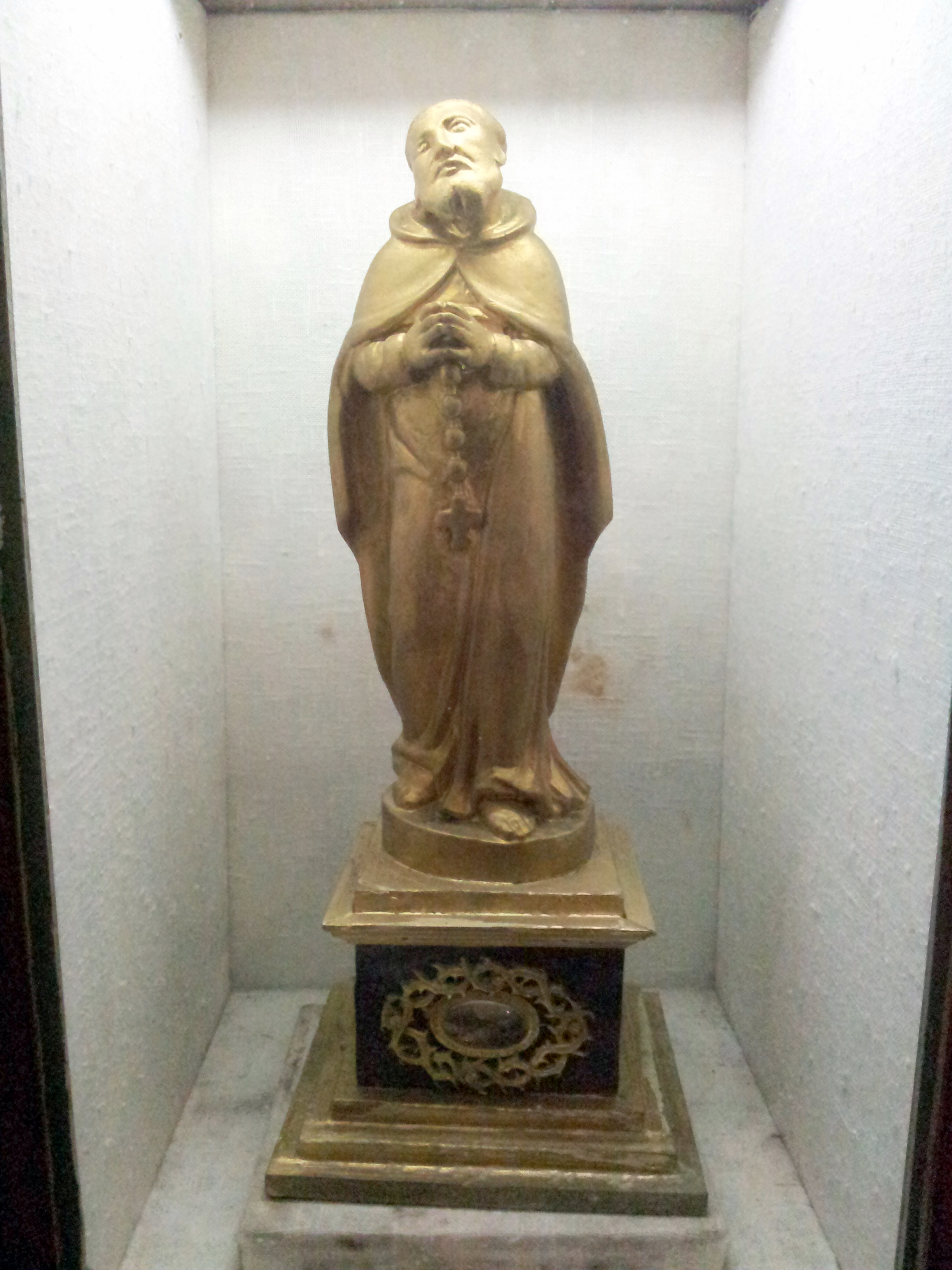
Saint Siméon le Stylite.

Avant la réforme liturgique qui a suivi le Concile Vatican II, l'autel comportait un retable qui masquait la grande porte en bois de la sacristie. Avec le remplacement de l'ancien autel par un autel contemporain, la porte de la sacristie est devenue très visible, donnant au chœur de l'église un aspect si particulier. De chaque côté de cette porte, on remarque deux blasons : celui de la commune de L'Huisserie (à gauche) et celui de la commune allemande de Kolbingen (à droite), commune avec laquelle existe un jumelage depuis 1975.
L'autel contemporain comporte une belle table de marbre noir. Dans son socle une niche a été aménagée pour recevoir la statuette reliquaire de saint Siméon le Stylite, patron de l'église et patron de la commune de L'Huisserie.
À droite de l'autel, un ambon contemporain a été réalisé dans les années 2000 par un artisan de la paroisse.
À la Toussaint 2017, une statue de saint Benoît, patron de la grande paroisse dont L'Huisserie est le centre, a été installée dans la niche droite du chœur. En bois de thnong, elle a été sculptée au Cambodge, à l'atelier du centre Banteay Prieb (centre pour personnes handicapées fondé par les Jésuites).

### Transept droit

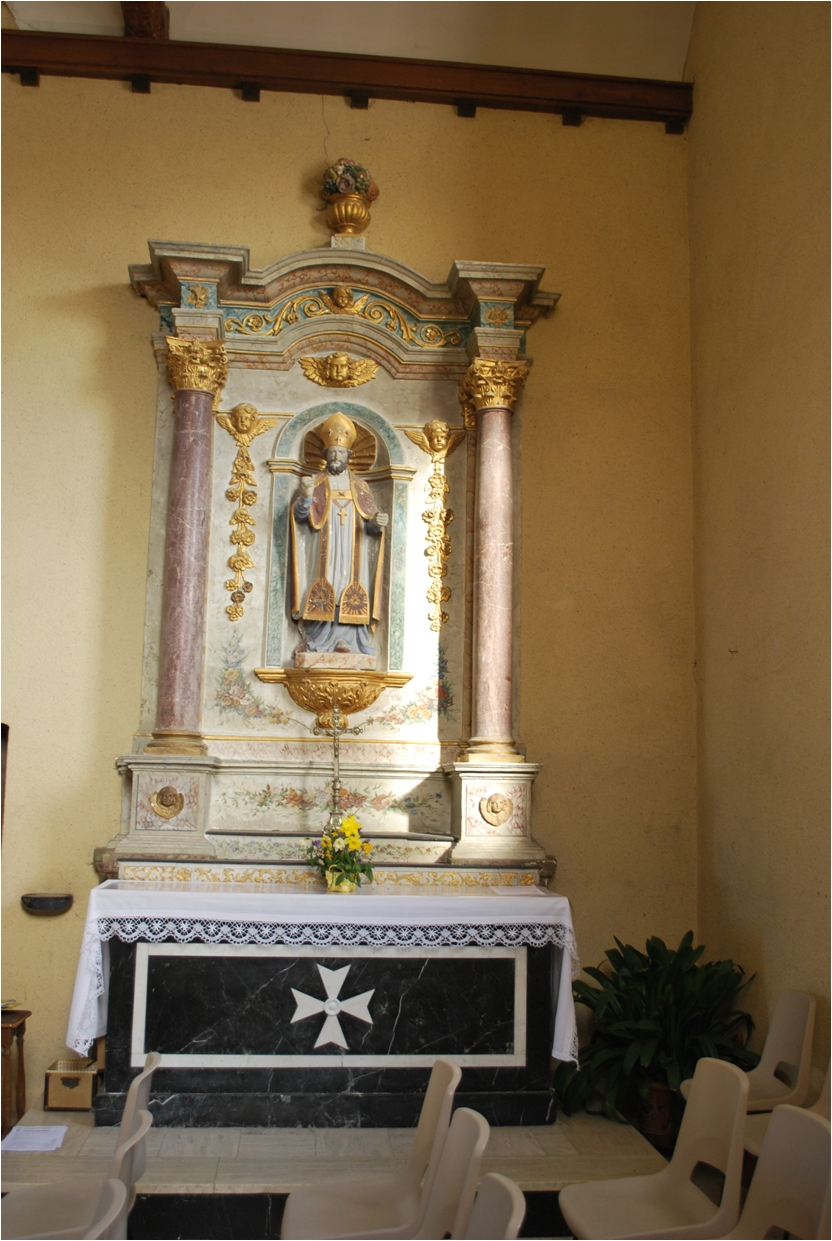
Retable de Saint Julien dans le transept droit.

Le transept droit est dédié à saint Julien, premier évêque du Mans. Le retable est daté de 1753, il est décoré de guirlandes de fleurs peintes, ses colonnes sont en marbre rose et les autres éléments en bois peint.

### Transept gauche

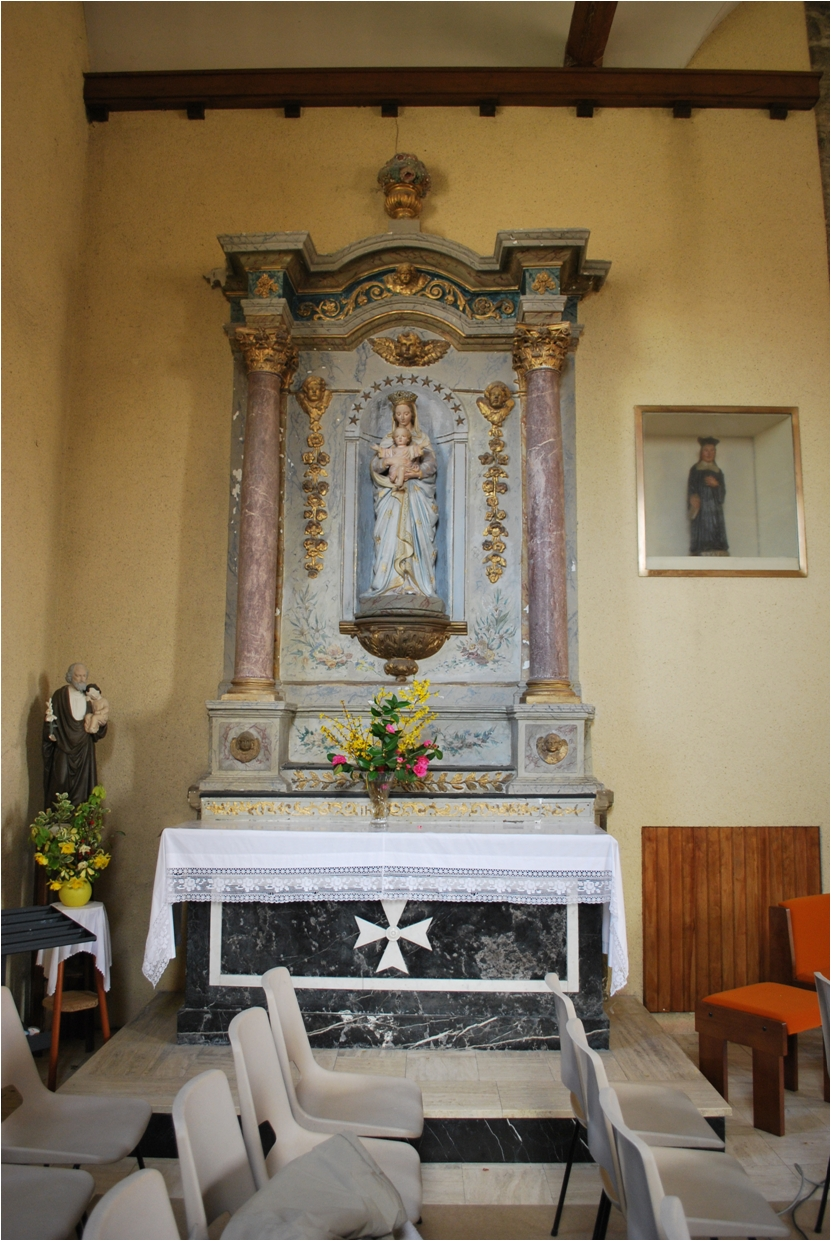
Retable de la Sainte-Vierge dans le transept gauche et statue de saint Yves (dans la niche à droite).

Le retable du transept gauche, qui est de la même époque et du même style que le précédent, est dédié à la Vierge, celle-ci portant l’Enfant Jésus. Ce retable présente les caractéristiques du retable lavallois. La niche est encadrée par deux colonnes corinthiennes et surmontée d'un fronton en arc de cercle.
À droite du retable une statue polychrome de saint Yves du XVe siècle, offerte à l'église à la fin du XXe siècle.
Avant l’extension du chœur ces deux retables étaient en haut de la nef. Leurs largeurs avaient nécessité la construction de deux socles qui débordaient sur l’entrée du chœur.

### Les cloches
Le clocher de l'église renferme trois cloches qui furent toutes les trois baptisées le 16 octobre 1881.
- La plus grosse s'appelle "Thérèse Françoise Zénaïde", d'après les prénoms de son parrain et sa marraine, qui furent M. et Mme Ruffin. Elle a été fondue en 1837 et refondue en 1881 et pèse 1 500 kg et donne le ré.
- La deuxième s'appelle "Marie Anne Joseph Guillaume Xavier", d'après les prénoms de ses parrains et marraines : M. le comte Xavier de Quatrebarbes et ses enfants. Elle pèse 1 085 kg et donne le mi.
- La plus petite s'appelle "Pauline Jeanne Joséphine", et son parrain fut Jean Gaumer. Elle pèse 775 kg et donne le fa dièse.